# Collégien
Collégien település Franciaországban, Seine-et-Marne megyében. Lakosainak száma 3332 fő (2022. január 1.). Collégien Pontcarré, Torcy, Bussy-Saint-Georges, Bussy-Saint-Martin, Croissy-Beaubourg és Ferrières-en-Brie községekkel határos.

## Népesség
A település népességének változása:
| Lakosok száma | 3239 | 3418 | 3441 | 3400 | 3380 | 3359 | 3339 | 3334 | 3332 |
|               | 2013 | 2015 | 2016 | 2017 | 2018 | 2019 | 2020 | 2021 | 2022 |